# Kostel svatého Floriána (Nemochovice)
Kostel svatého Floriána v Nemochovicích je římskokatolický kostel zasvěcený sv. Floriánovi. Je filiálním kostelem farnosti Chvalkovice u Bučovic. Je chráněn jako kulturní památka.

## Historie
Na místě dnešního kostela stála původně dřevěná kaple, která byla roku 1822 přestavěna na kamennou. Roku 1877 byla již kapacitně nevyhovující kaple přestavěna na současný kostel. Roku 2014 byl chrám rekonstruován. Vyměněna byla střecha kostela i veškeré omítky. Dne 14. září 2014 byl kostel po opravách slavnostně znovuvysvěcen.

## Vybavení
V kněžišti se nachází hlavní oltář se svatostánkem a s oltářním obrazem sv. Floriána. V přední části kostela se také nachází dřevěná kazatelna, která byla roku 2016 restaurována.

## Exteriér
Kostel se nachází uprostřed místní návsi obklopen zelení. Před vstupem do chrámu stojí mramorový kříž (též památkově chráněný), který byl roku 2013 obnoven.